# David Childs (Musiker)
David Childs (* 7. März 1981 in Grimsthorpe, England) ist ein britischer Euphonist.

## Leben
Der Großvater John Childs von David Childs war ein bekannter Euphonist, sein Vater Robert Childs und sein Onkel Nicholas Childs sind bekannte Euphonisten und gehören zu den erfolgreichsten Brass Band Dirigenten in Europa. David Childs gewann 2000 die Kategorie Blechblasinstrumente im Wettbewerb BBC Young Musician of the Year. In den darauffolgenden Jahren wurde er mehrmals zum Euphonium Player of the Year gekürt. Seit Sommer 2002 spielt David Childs als Solist der Cory Band. David Childs trat unter anderem in Australien, Japan, Hong Kong, Europa und den USA auf. Seine bisher sieben CD-Produktionen mit virtuosen und getragenen Solo-Werken finden weltweit Anerkennung. David ist „Besson Artist“.

## Preise und Auszeichnungen
- 1998, 1999: Chapel Shield Award
- 1998: Harry Mortimer Champion of Champions Award
- 2000: National Youth Brass Band of Wales Tutors Award
- 2000: Winner of the Brass Final in the BBC Young Musician of the Year
- 2000: Worshipful Company of Musicians Silver Medal Award
- 2000, 2004: International Euphonium player of the Year
- 2001: G. Evans Award for the year’s highest performance marks
- 2003: Principal’s (Professor Edward Gregson) Gold Medal Award
- 2003: Star Award from the Countess of Munster
- 2004, 2005: Player of the Year des „online brass magazine“
- 2006: BBC Radio Wales Soloist Award
- 2006: Harry Mortimer Trust Award for Outstanding Contribution